# 정근 (불교)
정근(精勤)은 부처 또는 보살의 명호(이름)를 부르면서 기도정진하는 수행이다. 염불이라고 보면 된다. 보통 예불에서 발원문에 이어서 정근 의식이 이어진다. 정근은 수행법인 동시에 예불 의식이기도 하다.
정근은 부처와 보살에 따라 많은 종류가 있다. 형식은 보통 그 불보살의 권능을 찬양하고, 명호를 계속 염하는 방식이다. 한꺼번에 모든 종류의 정근을 다하지는 않는다. 예를 들어, 주불이 석가모니불이면 석가모니불 정근을 하고, 주불이 관세음보살이면 관세음보살 정근을 한다.
예불의식 경전의 하나로 이러한 경전으로는 예불문, 이산혜연선사 발원문, 반야심경, 천수경, 정근, 금강경, 상단권공, 중단권공(신중청), 화엄경 약찬게 등이 있다.

## 석가모니 정근
나무 영산불멸 학수쌍존 시아본사
『석가모니불』(여러 번)

천상천하무여불 시방세계역무비

세간소유아진견 일체무유여불자

고아일심 귀명정례

### 사구게 해석
사찰 전각 중 대웅전에 있는 기둥의 주련에 보통 이 사구게가 적혀있다.
천상천하무여불(天上天下無如佛)
천상천하에 부처님 같으신 이 없으시고

시방세계역무비(十方世界亦無比)
시방세계에서도 견줄 이 없도다.

세간소유아진견(世間所有我盡見)
세상에 존재하는 것, 내 모두 보았으나

일체무유여불자(一切無有如佛者)
그 어느 것도 부처님에 비할 바 아니네

## 약사여래불 정근
나무 동방 만월세계

십이대원 약사유리광여래불
『약사여래불』(여러 번)

약사여래소진언

『옴 후루후루 찬다리 마퉁기 사바하』(3번)
십이대원접군몽 일편비심무공결

범부전도병근심 불우약사죄난멸

고아일심 귀명정례

## 아미타불 정근
나무 서방정토 극락세계 아등도사

『아미타불』(여러 번)

본심미묘진언

『다냐타 옴 아리다라 사바하』(3번)
무량광중화불다 앙첨개시아미타

응신각정황금상 보계도선벽옥라

고아일심 귀명정례

## 관세음보살 정근
나무 보문시현 원력홍심 대자대비 구고구난
『관세음보살』(여러 번)

관세음보살 멸업장진언

『옴 아로늑게 사바하』(3번)
구족신통력 광수지방편

시방제국토 무찰불현신

고아일심 귀명정례

### 사구게 해석
사찰 전각 중 관음전에 있는 기둥의 주련에 이 사구게가 적혀있는 경우가 있다.
구족신통력(具足神通力)
신통한 힘 갖추시고

광수지방편(廣修智方便)
지혜와 방편을 널리 닦아

시방제국토(世間所有我盡見)
시방의 모든 국토에

무찰불현신(無刹不現身)
몸을 나타내지 않는 곳이 없으시네

## 문수보살 정근
나무 삼세불모 오봉성주

칠불조사 대지문수 사리보살
『문수보살』(여러 번)

확주사계성가람 만목문수접화답

언하부지개활안 회두지견구산암

고아일심 귀명정례

## 지장보살 정근
나무 (유명교주) 남방화주
(중생도진 방증보리) 대원본존
『지장보살』(여러 번)

지장보살 멸정업진언

『옴 바라마니 다니 사바하』(3번)
지장대성위신력 항하사겁설난진

견문첨례일념간 이익인천무량사

고아일심 귀명정례

## 나반존자 정근
나무 천태산상 독수선정
『나반존자』(여러 번)

나반신통세소희 행장현화임시위

송암은적경천겁 생계잠형입사유

고아일심 귀명정례